# Ulica Tadeusza Kościuszki w Opolu
Ulica Tadeusza Kościuszki  w Opolu (do 1945 r. Moltkestrasse) znajduje się w ścisłym centrum miasta, biegnie od ul. Krakowskiej po ul. Karola Miarki. Przy ulicy znajdują się 3 placówki oświatowe: ZS Elektrycznych, ZS Ekonomicznych oraz LO nr 5. Na odcinku od ulicy Krakowskiej po ul. Dubois jezdnia jest jednokierunkowa, dalszy odcinek jest dwukierunkowy. Przejścia dla pieszych znajdują się przy skrzyżowaniach z: Krakowską, Kołłątaja, Reymonta, Dubois i Katowicką.